# Chionaema emergens
Chionaema emergens là một loài bướm đêm thuộc phân họ Arctiinae, họ Erebidae.